# Tercera categoria del Campionat de Catalunya de futbol 1924-1925
Resultats de la lliga de Tercera categoria del Campionat de Catalunya de futbol 1924-1925.

## Sistema de competició
La tercera categoria (anomenada Grup de Promoció de Segona Categoria) es disputà segons criteris regionals segons cada Comitè Provincial:
Els campions de Barcelona, Tarragona, Girona, Lleida i Balears disputaren la fase final del Campionat de Catalunya de Tercera Categoria. Hi prengueren part els clubs Centre d'Sports Manresa, RS Alfons XIII FC, Gimnàstic de Tarragona, UD Girona i FC Joventut Republicana de Lleida.

## Comitè provincial de Barcelona
- Campionat de Barcelona:[1][2][3][4]
  - Grup de Ponent: Ateneu Igualadí, Joventut Terrassenca, Santfeliuenc FC, Colònia Güell, CS Manresa, Hospitalenc SC, FC Santboià, Atlètic del Turó
  - Grup de Llevant: Granollers SC, FC Vilafranca, FC Poble Nou, Llevant Catalunya, Alumnes Obrers de Vilanova, Sitgetà, Catalunya de Les Corts, FC Andreuenc

El CS Manresa es proclamà campió del grup de Ponent amb 25 punts, seguit d'Hospitalenc i Santboià, ambdós amb 16 punts. Al grup de Llevant es proclamà campió el FC Poble Nou en derrotar el Catalunya de Les Corts per 3 a 0 en el partit de desempat.
En el partit de campionat entre ambdós clubs el Centre d'Esports Manresa es proclamà campió de Barcelona de tercera categoria:
| Centre d'Sports Manresa | 1 - 0 | FC Poble Nou |
| ----------------------- | ----- | ------------ |
| Rosell                  |       |              |

 Camp del FC Terrassa, Terrassa

## Campionat provincial de Tarragona
A Tarragona es proclamà campió el Gimnàstic de Tarragona, superant a rivals com l'Athletic Vallenc, Tarragona FC, US Torredembarra i Vendrell FC.

## Campionat provincial de Lleida
El campionat de Lleida el disputaren els clubs FC Tàrrega, Joventut Republicana, Juneda FC, Borges FC, Balaguer, Mollerussa SC, CD Cervera i Cerverí. Es proclamà campiona la Joventut Republicana de Lleida, superant el Tàrrega.

## Comitè Provincial de Girona

### Grup A
Unió Deportiva de Girona, FC Palafrugell, Ateneu Deportiu Guíxols, Unió Sportiva de Figueres, Unió Sportiva Bisbalenca, L'Escala FC, Olot FC i Farners Deportiu Orion, esdevenint campió la Unió Deportiva de Girona.

### Grup B[12]
| Classificació | Classificació    | Classificació | Classificació | Classificació | Classificació | Classificació | Classificació | Classificació |
| Posició       | Equip            | J             | G             | E             | P             | GF            | GC            | PTS           |
| ------------- | ---------------- | ------------- | ------------- | ------------- | ------------- | ------------- | ------------- | ------------- |
| 1             | Pontense FC      |               |               |               |               |               |               |               |
| 2             | Olímpic FC Breda |               |               |               |               |               |               |               |
| 3             | UD Cassà         |               |               |               |               |               |               |               |
| 4             | Sarrià           |               |               |               |               |               |               |               |
| 5             | Ateneu SD Girona |               |               |               |               |               |               |               |
| 6             | Guíxols Sport    |               |               |               |               |               |               |               |

| Classificació | Classificació | Classificació | Classificació | Classificació | Classificació | Classificació | Classificació | Classificació |
| Posició       | Equip         | J             | G             | E             | P             | GF            | GC            | PTS           |
| ------------- | ------------- | ------------- | ------------- | ------------- | ------------- | ------------- | ------------- | ------------- |
| 1             | Emporium      | 8             | 7             | 0             | 1             | 23            | 2             | 14            |
| 2             | Montgrí FC    | 8             | 5             | 2             | 1             | 13            | 4             | 12            |
| 3             | CES Figueres  | 8             | 2             | 4             | 2             | 5             | 8             | 8             |
| 4             | Vilajuïga     | 8             | 1             | 2             | 5             | 3             | 16            | 4             |
| 5             | Vilafant FC   | 8             | 0             | 2             | 6             | 1             | 15            | 2             |

| 1 - jornada - 6        | 1 - jornada - 6        | 1 - jornada - 6     | 1 - jornada - 6     |
| ---------------------- | ---------------------- | ------------------- | ------------------- |
| 16 de novembre de 1924 | 16 de novembre de 1924 | 11 de gener de 1925 | 11 de gener de 1925 |
| 3-1                    | Guíxols Sport          | Sarrià              | 3-1                 |
| 3-0                    | Olímpic FC Breda       | Ateneu SD Girona    | 2-0                 |
| 4-2                    | UD Cassà               | Pontense FC         |                     |
| 2 - jornada - 7        |                        |                     |                     |
| 23 de novembre de 1924 | 23 de novembre de 1924 | 18 de gener de 1925 | 18 de gener de 1925 |
| 2-1                    | UD Cassà               | Ateneu SD Girona    |                     |
| 3-4                    | Guíxols Sport          | Olímpic FC Breda    | 0-4                 |
| 7-1                    | Pontense FC            | Sarrià              | 4-0                 |
| 3 - jornada - 8        |                        |                     |                     |
| 30 de novembre de 1924 | 30 de novembre de 1924 | 25 de gener de 1925 | 25 de gener de 1925 |
| 1-5                    | Sarrià                 | Olímpic FC Breda    | 0-6                 |
| 3-2                    | UD Cassà               | Guíxols Sport       |                     |
| 1-3                    | Ateneu SD Girona       | Pontense FC         | 0-4                 |
| 4 - jornada - 9        |                        |                     |                     |
| 14 de desembre de 1924 | 14 de desembre de 1924 | 1 de febrer de 1925 | 1 de febrer de 1925 |
| 1-1                    | Ateneu SD Girona       | Guíxols Sport       |                     |
| 1-2                    | Sarrià                 | UD Cassà            |                     |
| 1-2                    | Olímpic FC Breda       | Pontense FC         |                     |
| 5 - jornada - 10       |                        |                     |                     |
| 21 de desembre de 1924 | 21 de desembre de 1924 | 8 de febrer de 1925 | 8 de febrer de 1925 |
|                        | Olímpic FC Breda       | UD Cassà            |                     |
|                        | Ateneu SD Girona       | Sarrià              |                     |
|                        | Pontense FC            | Guíxols Sport       |                     |

| 1 - jornada - 6        | 1 - jornada - 6        | 1 - jornada - 6     | 1 - jornada - 6     |
| ---------------------- | ---------------------- | ------------------- | ------------------- |
| 16 de novembre de 1924 | 16 de novembre de 1924 | 11 de gener de 1925 | 11 de gener de 1925 |
| 2-0                    | Montgrí FC             | Emporium            | 0-2                 |
| 0-1                    | Vilafant FC            | CES Figueres        | 1-1                 |
|                        | Descansa: Vilajuïga    |                     |                     |
| 2 - jornada - 7        |                        |                     |                     |
| 23 de novembre de 1924 | 23 de novembre de 1924 | 18 de gener de 1925 | 18 de gener de 1925 |
| 7-0                    | Emporium               | Vilajuïga           | 1-0                 |
| 1-1                    | Montgrí FC             | CES Figueres        | 0-0                 |
|                        | Descansa: Vilafant FC  |                     |                     |
| 3 - jornada - 8        |                        |                     |                     |
| 30 de novembre de 1924 | 30 de novembre de 1924 | 25 de gener de 1925 | 25 de gener de 1925 |
| 1-0                    | Vilajuïga              | Vilafant FC         |                     |
| 0-2                    | CES Figueres           | Emporium            | 0-3                 |
|                        | Descansa: Montgrí FC   |                     |                     |
| 4 - jornada - 9        |                        |                     |                     |
| 14 de desembre de 1924 | 14 de desembre de 1924 | 1 de febrer de 1925 | 1 de febrer de 1925 |
| no acabat              | Vilajuïga              | Montgrí FC          |                     |
| 1-1                    | Vilafant FC            | Emporium            | 0-7                 |
|                        | Descansa: CES Figueres |                     |                     |
| 5 - jornada - 10       |                        |                     |                     |
| 21 de desembre de 1924 | 21 de desembre de 1924 | 8 de febrer de 1925 | 8 de febrer de 1925 |
| 0-1                    | Vilafant FC            | Montgrí FC          |                     |
|                        | CES Figueres           | Vilajuïga           |                     |
|                        | Descansa: Emporium     |                     |                     |

| 12 d'abril de 1925 | 12 d'abril de 1925 | 12 d'abril de 1925 | 12 d'abril de 1925 |
| ------------------ | ------------------ | ------------------ | ------------------ |
| 1                  | Pontense FC        | Emporium           | 0                  |

## Comitè Provincial de les Illes Balears
Per segona temporada la categoria incloïa la competició del Comitè Provincial Balear amb els grups de Mallorca, Menorca i enguany es va afegir Eivissa. Els guanyadors dels dos primers grups van disputar el Campionat de Balears, el qual donava dret a disputar la fase final de grups.
El campionat de Balears el va guanyar la RS Alfons XIII FC (Mallorca) al Mahón FC (Menorca). No obstant això, per desavinences amb la Federació Catalana de Futbol va renunciar a participar-hi.

## Fase Final pel Campionat de Catalunya
Els quatre campions disputaren el campionat de Catalunya de la categoria. Les semifinals es disputaren els dies 10 de maig a Manresa i Lleida i el 17 de maig la tornada a Girona i Tarragona:
| Equip 1                 | Global | Equip 2               | Anada | Tornada |
| ----------------------- | ------ | --------------------- | ----- | ------- |
| Centre d'Sports Manresa | 4-1    | Unió Deportiva Girona | 3-1   | 1-0     |
| Joventut Republicana    | 3-5    | Club Gimnàstic        | 3-3   | 0-2     |

A la final s'enfrontaren Gimnàstic de Tarragona i CS Manresa:
| Centre d'Sports Manresa | 4 - 2 | Gimnàstic de Tarragona |
| ----------------------- | ----- | ---------------------- |
|                         |       |                        |

 Camp del CE Europa, Barcelona
El Centre d'Esports Manresa es proclamà campió de Catalunya de Segona Categoria (tercer nivell) i assolí el dret de disputar la promoció amb el darrer de Primera B.